# Польське національне патріотичне товариство

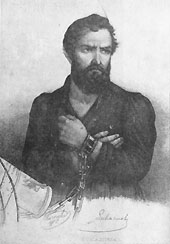
Валеріан Лукасинський

Польське національне патріотичне товариство (пол. Narodowe Towarzystwo Patriotyczne) — польська таємна організація, яка діяла у 1821— 1826 роках, заснована групою революціонерів-дворян на чолі з Валеріаном Лукасинським з метою відновлення національної незалежності Польщі. 
Крім Царства Польського, мережа «П.т.» діяла в Австрії, Пруссії, а також у Литві, зокрема у Віленському університеті, де працював ідейний натхненник польського визвольного руху Й. Лелевель, в Україні — у Києві, Житомирі, Бердичеві та інших містах і містечках. 
Від 1822 «П.т.» започаткувало контакти з таємним Південним товариством декабристів. У січні 1824 і січні 1825 у Києві уповноважені обох організацій М.П. Бестужев-Рюмін, С.М. Муравйов-Апостол, П.І. Пестель і С.Г. Волконський — від Південного товариства, С. Крижановський, А. Яблоновський, М. Ворцель і П. Мошинський — від «П.т.» проводили перемовини щодо координації своєї діяльності та планів відносин після повалення російського імперського уряду. Сторони були одностайні у підготовці спільного повстання й запровадження республіканської форми правління. 
За заявою польських представників, у справі відновлення Польщі вони покладали «великі надії на сприяння малоросійських дворян, пропонуючи їм відокремитися». За пропозицією декабристів передбачалося укласти письмову угоду між обома організаціями. Але головною перешкодою до її підписання стало наполягання «П.т.» на приєднанні до Польщі білоруських земель й Правобережної України, тоді як декабристи обіцяли територіальні поступки, наскільки це «справедливо і можливо буде» здійснити. Таємні контакти члени обох товариств підтримували також в Житомирі, Тульчині, Василькові, Ржищеві, Умані тощо. 
За співпрацю з польськими патріотами виступала й інша декабристська організація в Україні — Товариство об’єднаних слов’ян і його провідники П.І. Борисов, І.І. Горбачевський, Ю.К. Люблінський. На Полтавщині зв’язками з «П.т.» переймався предводитель дворянства Переяславського повіту В.Л. Лукашевич, якого царська влада звинувачувала у заснуванні таємного Малоросійського товариства. 1826, після придушення повстання декабристів у Петербурзі і на Київщині, «П.т.» припинило свою діяльність внаслідок арештів; понад 120 її членів зазнали покарання за судовими присудами.
Членами організації були в основному офіцери. Радикальні члени Національного патріотичного товариства (Лукасинський, Шредер) виступали за соціальні реформи, прагнули встановити контакт з городянами та інтелігенцією. Після арешту Лукасінського і його спільників у 1822 році до керівництва товариства прийшли помірні представники шляхти. У 1823 році Національне патріотичне товариство встановило зв'язок з Південним товариством (декабристів) для підготовки повстання. До планів Південного товариства входило повернення Польщі державної незалежності. Налагодити зв'язки з польським товариством було доручено Бестужеву-Рюміну. Переговори Південного товариства декабристів з Національним патріотичним товариством у 1824—1825 роках не привели до ідеологічного зближення та спільних дій. У 1826 році влада Російської імперії заарештувала членів Національного патріотичного товариства, віддали їх під суд польського сейму. Суд відмовився розцінити діяльність Національного патріотичного товариства як державну зраду і виніс обвинуваченим у 1828 році демонстративно м'який вирок.